# Fortuynia
Fortuynia là chi thực vật có hoa trong họ Cải.